# Яд ва-Шем
Яд ва-Ше́м (возможна форма Яд Вашем, ивр. יד ושם‎; в переводе — память, памятник) — израильский государственный национальный мемориальный комплекс истории Холокоста. Находится в Иерусалиме на Хар ха-Зикарон (Горе Памяти), на западном склоне горы Герцля на высоте 804 м над уровнем моря, рядом с Иерусалимским лесом. Мемориал основан в 1953 году по решению Кнессета с целью увековечить память о евреях — жертвах нацизма в 1933—1945 годах и о разрушенных еврейских общинах.
Мемориал представляет собой комплекс, расположенный на площади в 18 гектаров и включающий в себя Музей истории Холокоста, мемориальные объекты (Детский мемориал, Зал памяти, Мемориал депортированным «Вагон для скота», Партизанская панорама, Стена памяти, колонна Героизма и монумент Еврейским солдатам), открытые памятные площадки (Долина общин, площадь Надежды, площадь Януша Корчака, площадь Семьи и площадь Варшавского гетто), Музей искусства Холокоста и выставочный павильон, синагогу, научно-исследовательский институт, визуальный центр, библиотеку с архивами, издательство, а также Международный институт по изучению истории Холокоста и другие объекты.
Яд ва-Шем является второй по посещаемости — после Западной Стены — туристической достопримечательностью Израиля. Вход в музей бесплатный. Мемориал ежегодно посещает более миллиона человек.
Уничтожение евреев в годы Второй мировой войны во многих языках получило название «Холокост». В иврите, однако, существует другой термин — Шоа (ивр. השואה‎ — бедствие, катастрофа).

## Название
Название комплекса (Библейский иврит יָ֣ד וָשֵׁ֔ם yād wā-šêm — «память и имя») происходит из слов пророка Исаии: «И дам Я им в доме Моём и в стенах Моих память и имя лучшее, нежели сыновьям и дочерям; дам им вечное имя, которое не истребится.» (Ис. 56:5) Такое наименование мемориала Холокоста призвано транслировать идею создания национальной сокровищницы имён еврейских жертв, которые некому носить после их смерти. В оригинале этот стих относится к евнухам, которые, хотя и не могут иметь детей, могут, тем не менее, вечно жить с Богом.

## История

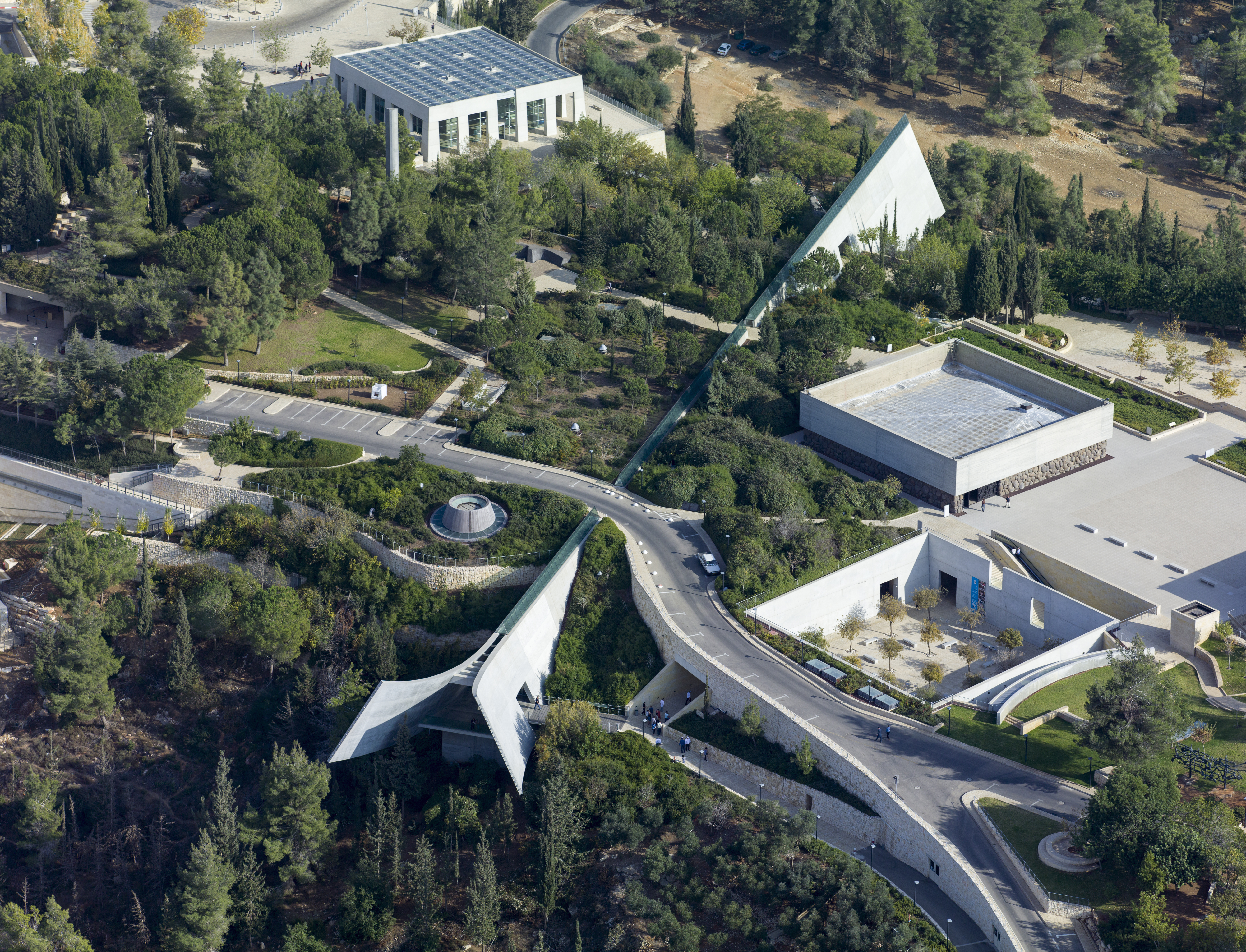
Вид на Яд ва-Шем с воздуха.

Идея создания мемориала еврейским жертвам нацистского Холокоста на исторической родине еврейского народа зародилась во время Второй мировой войны, как реакция на сообщения о массовых убийствах евреев в оккупированных нацистами странах. Предложение о Яд ва-Шем было впервые сделано в сентябре 1942 года на встрече правления Еврейского национального фонда Мордехаем Шенхави, членом кибуца Мишмар-ха-Эмек. В августе 1945 года план был более детально обсуждён на сионистской встрече в Лондоне. Был учреждён временный комитет из числа сионистских лидеров, в который вошли Давид Ремез в качестве председателя, Шломо Залман Шрагаи, Барух Цукерман и Шенхави. В феврале 1946 года Яд ва-Шем открыл офис в Иерусалиме и отделение в Тель-Авиве, а в июне этого же года созвал свою первую пленарную сессию. В июле 1947 года в Еврейском университете в Иерусалиме была проведена Первая Конференция по изучению Холокоста. Однако разразившаяся в мае 1948 года Война за независимость привела к остановке на два года деятельности комитета. В 1953 году кнессет — парламент Израиля — единогласно принял Закон о Яд ва-Шем, учредив Управление по увековечению памяти мучеников и героев.
Местоположение Яд ва-Шем на западной стороне горы Герцля — участке, свободном от весомых исторических ассоциаций — было выбрано с целью транслировать символическое послание о «возрождении» после разрушения, что отличает Яд ва-Шем от Палаты Холокоста, основанной в 1948 году на горе Сион. Таким образом, музей, вдоль стен которого висят таблички, увековечивающие память о более чем 2000 еврейских общин, разрушенных во время Холокоста, рисует Холокост, как продолжение «смерти и разрушения», преследовавших еврейские сообщества на протяжении всей еврейской истории.
Яд ва-Шем открылся для посещения в 1957 году. Выставки концентрировались на еврейском сопротивлении в Варшавском гетто, восстаниях в лагерях смерти Собибор и Треблинка, и борьбе выживших за то, чтобы добраться до Израиля.
В 1993 году началась подготовка к созданию большего, более технологически передового музея, которому предстояло заменить старый музей. Новое здание было спроектировано израильско-канадским архитектором Моше Сафди. Проект длился десятилетие и стоил 100 миллионов долларов. Новый музей был торжественно открыт 15 марта 2005 года в присутствии лидеров 40 стран и бывшего Генерального секретаря ООН Кофи Аннан. Президент Израиля Моше Кацав сказал, что Яд ва-Шем служит «важным указателем для всего человечества — указателем, предостерегающим о том, какое короткое расстояние отделяет ненависть от убийства, расизм от геноцида»
В ноябре 2008 года Рабби Исраэль Меир Лау был назначен Председателем Совета Яд ва-Шем вместо Томми Лапида.
Председатели Правления:
- Ицхак Арад (1972—1993)
- Авнер Шалев (1993—2021)[17]
- Дани Даян (с 2021)

## Цели

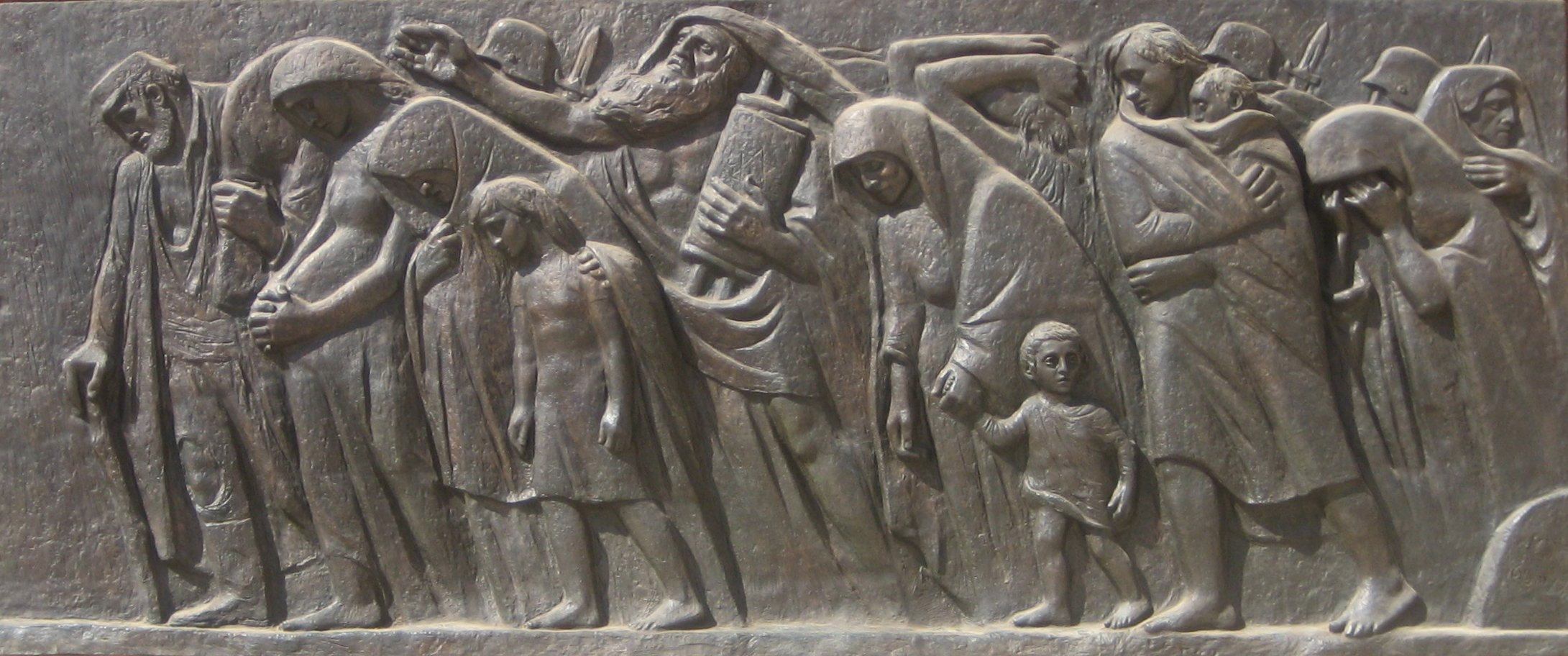
Натан Рапопорт, Последний марш, бронза, Яд ва-Шем

Целями Яд ва-Шем являются образование, изучение, документирование и увековечение. Яд ва-Шем организует курсы профессионального развития для работников сферы образования как в Израиле, так и по всему миру; разрабатывает учебные программы, курсы и учебные пособия для Израиля и зарубежных школ, адаптированные к возрастным категориям, с целью преподавания темы Холокоста учащимся всех возрастов; проводит посвящённые Холокосту выставки; собирает имена жертв Холокоста; собирает фото, документы и личные артефакты; а также собирает Листы Свидетельских показаний, увековечивающие жертв Холокоста. Яд ва-Шем стремится сохранить память о шести миллионах евреев, уничтоженных во время Холокоста, и бесчисленных еврейских общинах, разрушенных в этот период, сохранить их имена и названия. Он проводит церемонии воспоминания и увековечения; поддерживают посвящённые Холокосту исследовательские проекты; подготавливает и координирует симпозиумы, семинары и международные конференции; а также публикует связанные с Холокостом исследования, мемуары, документы, альбомы и дневники. Яд ва-Шем также отдаёт дань уважения не-евреям, рисковавшим своей жизнью ради спасения евреев во время Холокоста.
Международный институт по изучению истории Холокоста при Мемориальном комплексе Яд ва-Шем, основанный в 1993 году, предлагает руководства и семинары для студентов, учителей и работников сферы образования, а также разрабатывает педагогический инструментарий для применения в учебных классах. Яд ва-Шем ежегодно обучает 10000 учителей в стране и за рубежом. Организация поддерживает интернет-сайт на нескольких языках, включая немецкий, иврит, фарси и арабский. В 2013 году Яд ва-Шем запустил онлайн-кампанию по продвижению веб-сайта Яд ва-Шем на арабском языке. Кампания достигла аудитории в более чем 2,4 миллиона арабо-говорящих пользователей по всему земному шару, а трафик интернет-сайта Яд ва-Шем был утроен.
Политика учреждения состоит в том, что Холокост «нельзя сравнить ни с каким другим событием». В 2009 году Яд ва-Шем уволил преподавателя за сравнение травмы, пережитой евреями во время Холокоста, с травмой, пережитой палестинцами во время израильской войны за независимость, включая резню в Дейр-Ясине.
Исследования Яд ва-Шем — коллегиально рецензируемый полугодичный академический журнал, посвящённый Шоа. Публикуемый с 1957 года, он выходит как в английской, так и в ивритской редакциях.

## Мемориал Яд ва-Шем

### Зал Памяти

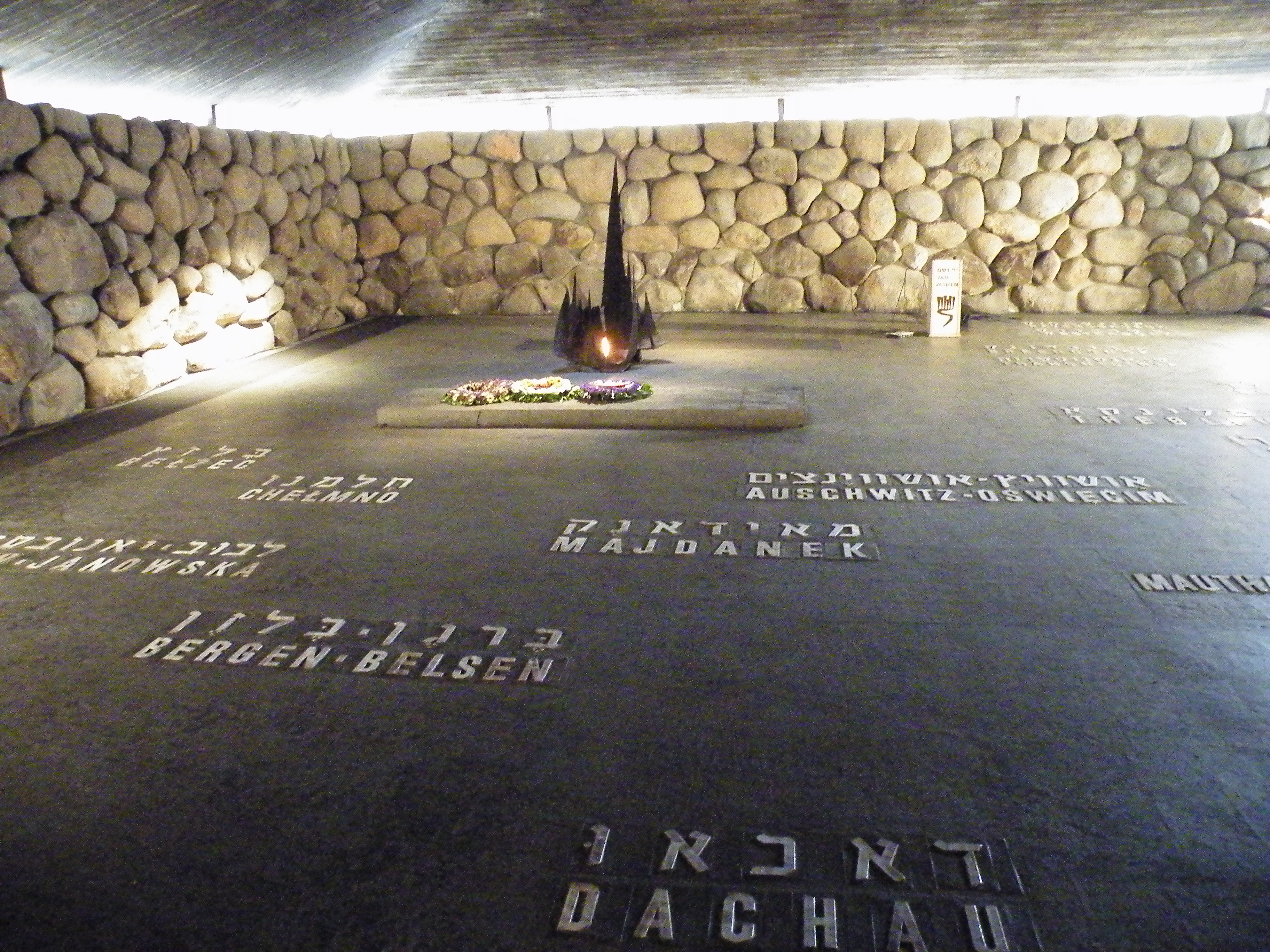
Вечный огонь в зале Памяти.

Здание, напоминающее шатёр с базальтовыми стенами, предназначено для отдания последних почестей жертвам Катастрофы. На полу высечены названия 22 транзитных и концентрационных лагерей, мест массовых убийств, выбранных из сотен им подобных, разбросанных по всей Европе. В центре зала горит вечный огонь, а вблизи него памятная плита, под которой покоится пепел сожжённых тел, доставленный из лагерей смерти.
Архитектор: Арье Эльханани
- Вечный огонь: Косо Елуль
- Южные ворота: Давид Паломбо
- Западные ворота: Бецалель Шац

### Обелиск воинам-героям
Обелиск воинам-героям увековечивает бойцов еврейского сопротивления. На памятнике высечены слова: «Тем, кто вступил в святую борьбу с нацизмом, поднимал восстания в лагерях и гетто, сражался в лесах и подполье, воевал в войсках антинацистской коалиции, спасал своих братьев, проявлял отвагу и мужество по дороге в Эрец-Исраэль. Отныне и навсегда».

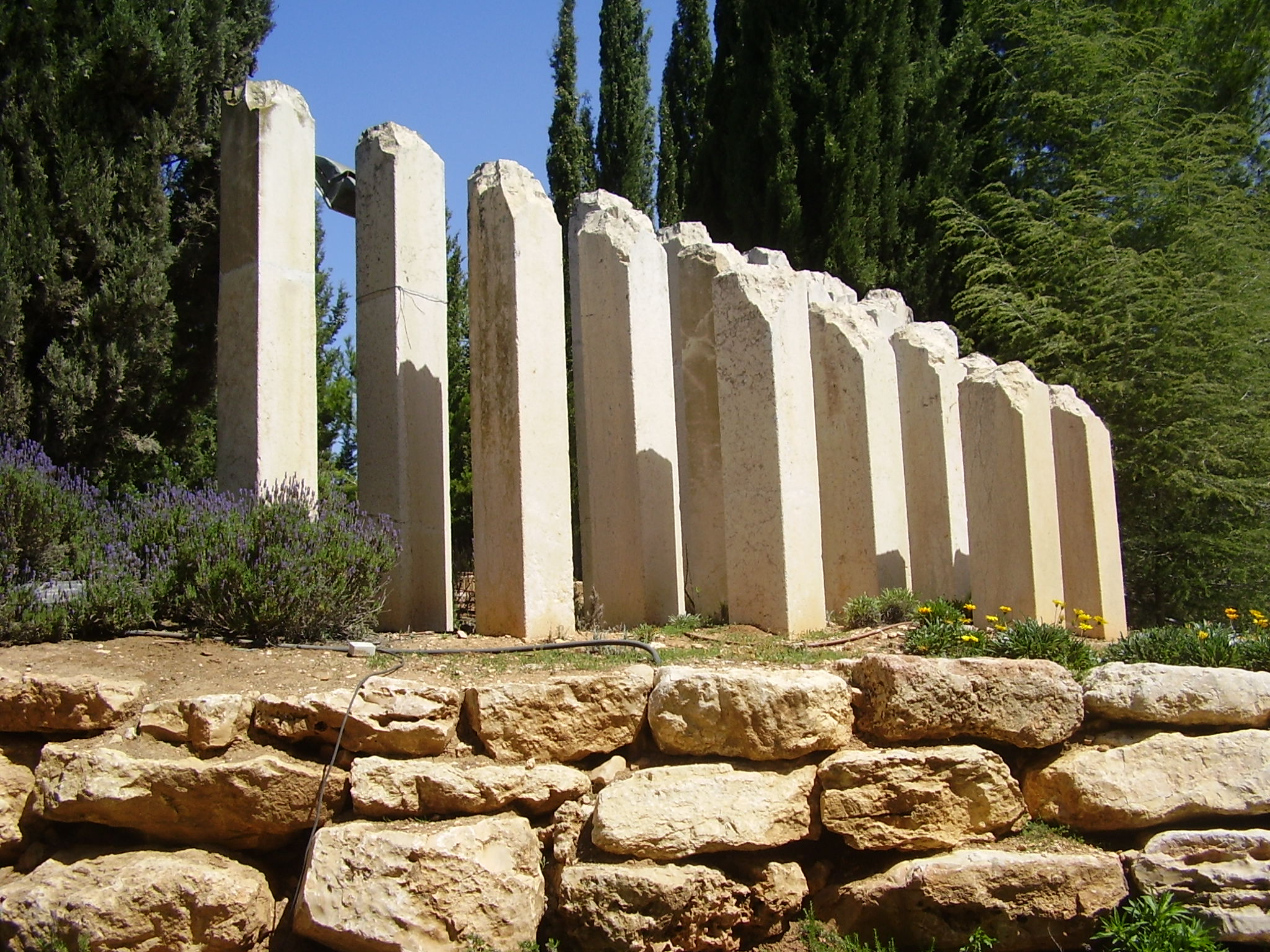
Мемориал еврейским детям, убитым нацистами.

Скульптор: Буки Шварц

### Детский мемориал
Этот уникальный мемориал — выдолбленная в скале пещера — является памятником полутора миллионам еврейских детей, уничтоженных во время Катастрофы. Имена детей, возраст и место рождения звучат под сводами мемориала, сопровождая каждого, кто входит сюда почтить их память.

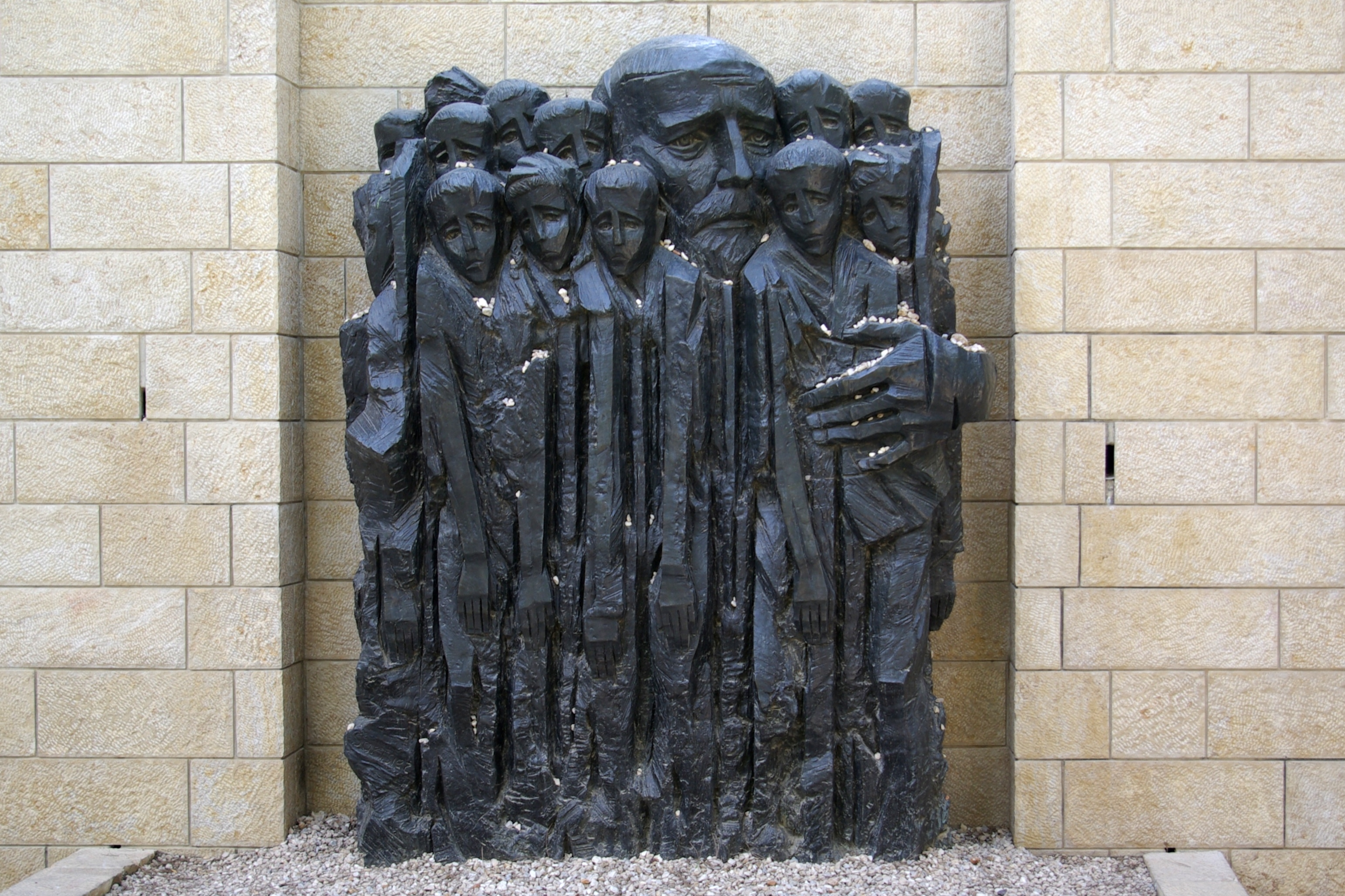
Памятник Януш Корчак с детьми

Архитектор: Моше Сафди

### Площадь Януша Корчака
Площадь названа именем Януша Корчака (Генриха Гольдшмита) — польского педагога еврейского происхождения из Варшавы.
В центре площади расположен памятник доктору Янушу Корчаку, окружённому детьми. Несмотря на неимоверные усилия спасти своих подопечных, Януш Корчак и около 200 детей из вверенного ему детского дома были отправлены в лагерь смерти Треблинка 5 августа 1942 года.
Скульптор: Борис Сакциер

### Монумент еврейским солдатам и партизанам-борцам с нацистской Германией
Около 1 500 000 евреев боролись против нацизма в составе вооружённых сил антигитлеровской коалиции, в партизанских отрядах и подполье, в движении сопротивления и гетто. Этот монумент — памятник сотням тысяч из них, погибших в борьбе.
Скульптор: Бернард Финк.

### Партизанская панорама
Партизанская панорама — дань памяти тем еврейским борцам, кто присоединился к партизанскому движению во время Катастрофы. Скульптура, расположенная в центре панорамы, названа «…ибо человек, как дерево в поле» (Втор. 20:19).
Скульптор Цадок Бен-Давид выбрал дерево символом партизана-борца, чью жизнь охраняет лес, среди деревьев которого он находит убежище.
На одном из камней панорамы выбиты слова гимна партизан на иврите, идиш и английском языках.
Архитектор: Дан Цур.

### Долина Общин

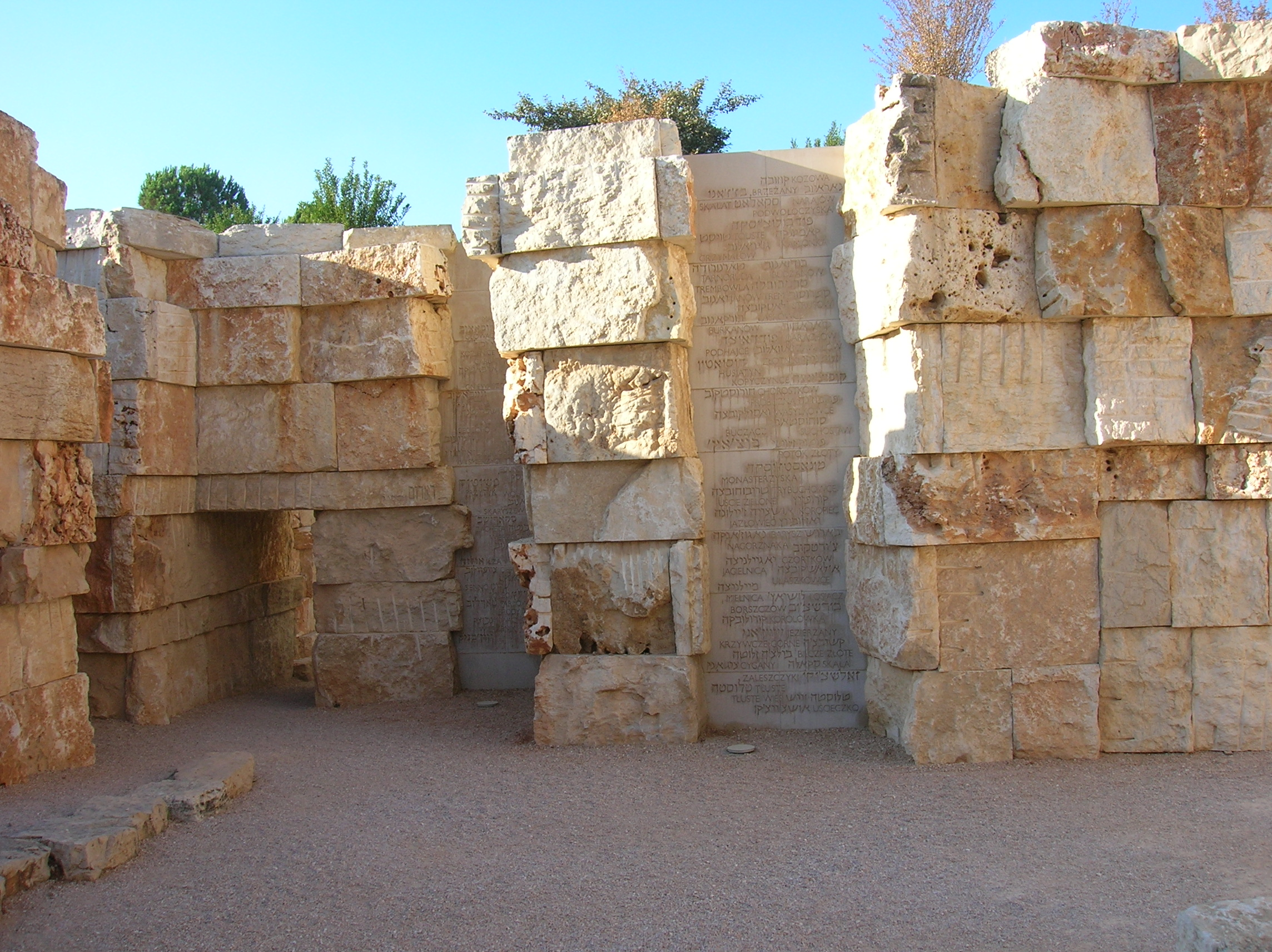
Долина Уничтоженных общин.

Долина Уничтоженных общин — это монумент, расположенный на площади 2,5 акра в западной части Яд ва-Шем. Названия более 5000 еврейских общин, частично или полностью уничтоженных во время Катастрофы, выбиты на 107 его стенах.
В центре монумента находится Бейт Хакеилот (Дом Общин), который предоставляет свои галереи для передвижных выставок, демонстрации короткометражных фильмов.
Архитекторы: Дан Цур и Липа Яалом.

### Сад Праведников мира и аллея Праведников мира

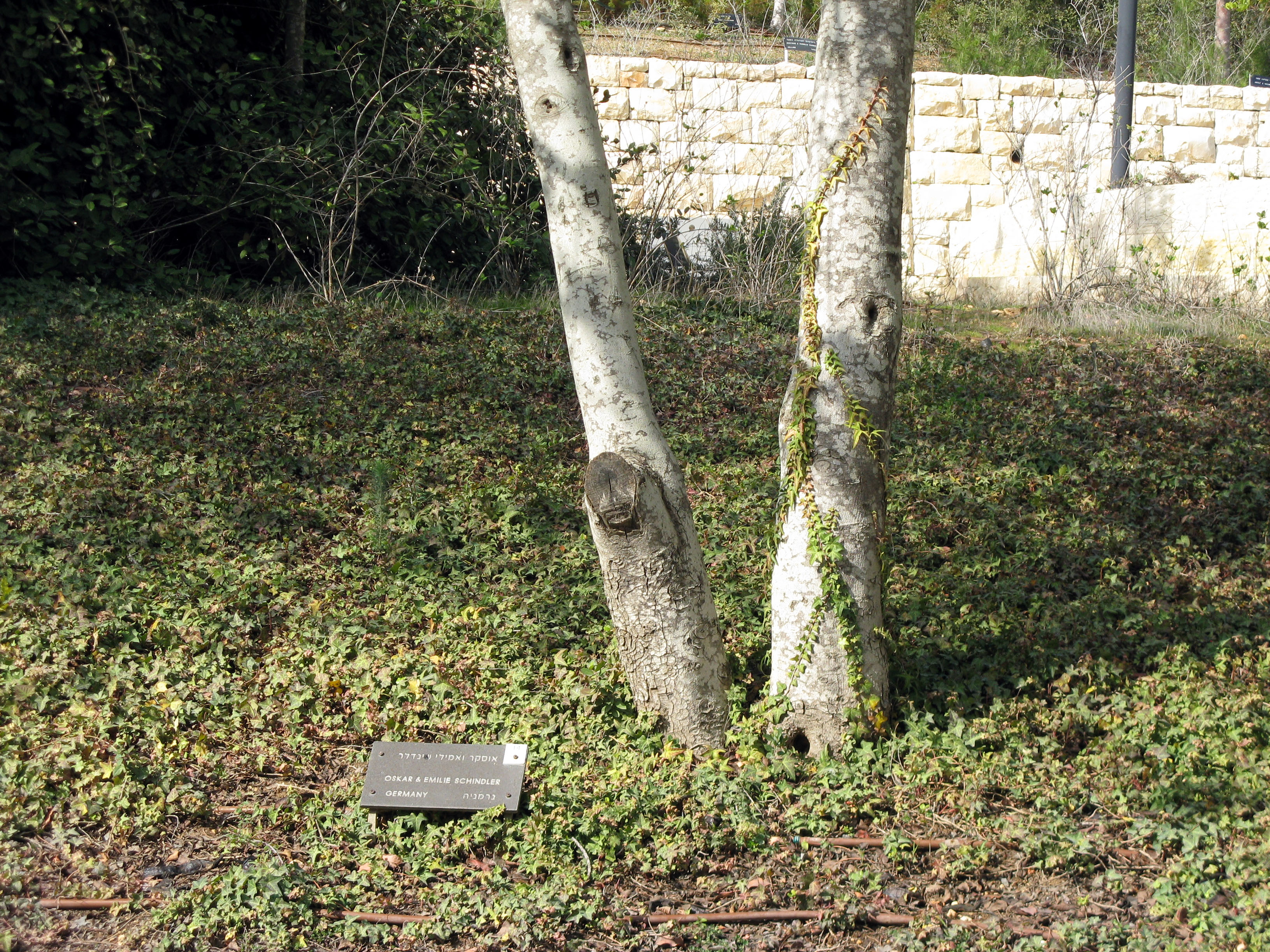
Дерево Оскара Шиндлера

Сад Праведников мира основан в честь тысяч не-евреев — борцов против нацизма, которые по велению совести, рискуя собственной жизнью, свободой или статусом и не имея ни финансовых, ни евангелистских мотивов, избрали путь спасения своих еврейских братьев от непрерывного геноцида во время Шоа.
Одной из ключевых задач Яд ва-Шем является отдание дани уважения этим людям. С этой целью был основан специальный независимый комитет, возглавляемый отставным судьёй Верховного суда. Члены комитета, — включая историков, общественных деятелей, юристов и выживших в Холокосте, — исследуют и оценивают каждый случай в соответствии с чётко определённым набором критериев и правил. Презентация звания обычно проводится в стране проживания получателя и осуществляется послом; Праведник (включая уже умерших и их родственников) получает почётный диплом и специальную медаль, отлитую в его честь; а его имя увековечивается в саду Праведников мира. Имена и места проживания Праведников выбиты в алфавитном порядке на установленных в саду мемориальных стенах почёта, каждая из которых посвящена соответствующей стране. Кроме того, в Саду проводятся и церемонии вручения награды.
Проект сада Праведников мира был запущен в 1992 году Рабби Джеффри Вулбергом. Это — текущий проект, который будет длиться до тех пор, пока имеются обоснованные запросы, подкреплённые свидетельствами или документами.
Повсюду вокруг территории Сада Праведниками мира посажено по одному дереву. У каждого из деревьев закреплена памятная табличка с указанием имени и страны происхождения Праведника. Больше всего таких деревьев расположено на аллее Праведников мира, которая предназначена исключительно для этой цели и на которой находится около 2000 деревьев.

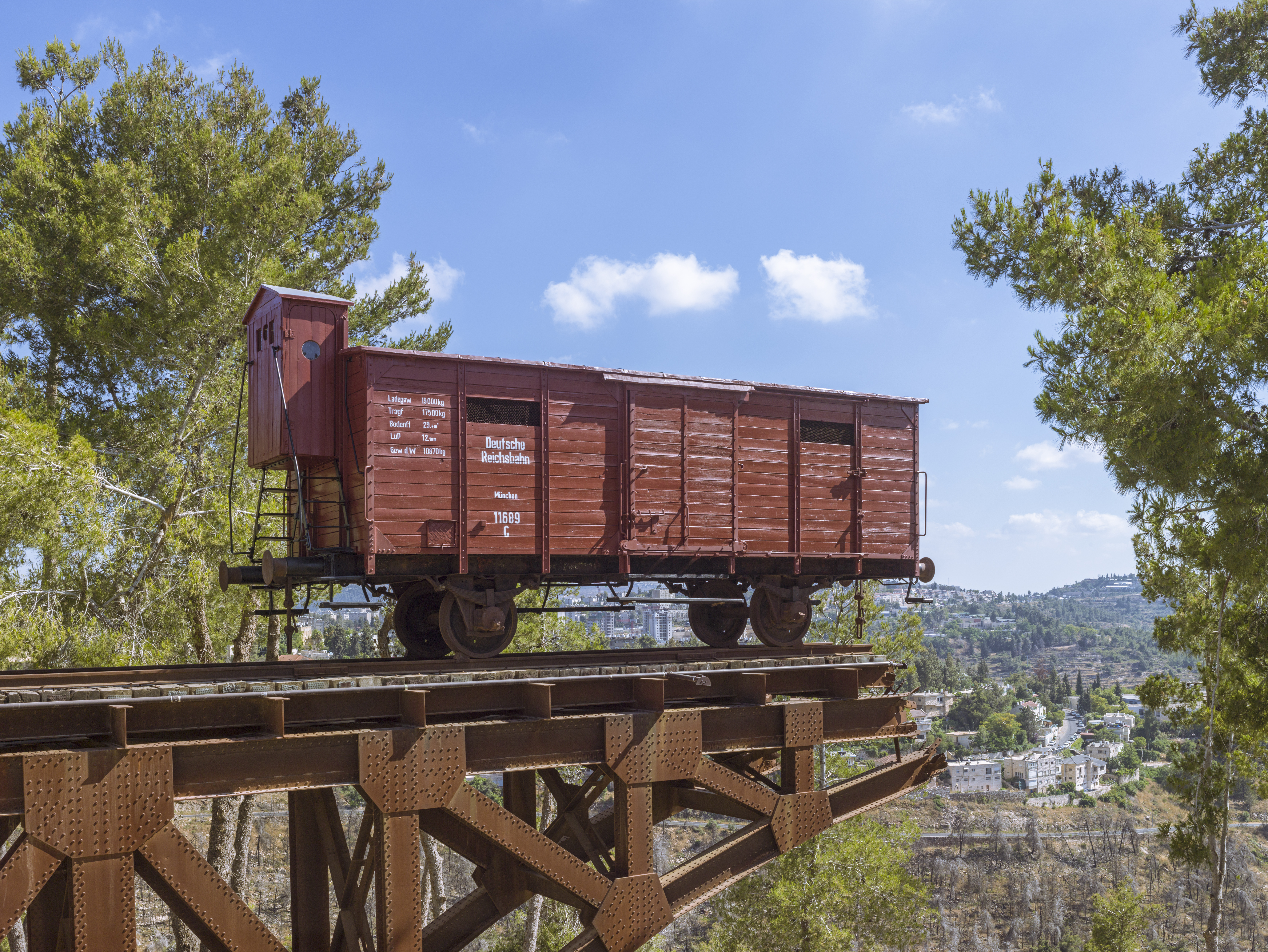
Мемориал «Вагон для скота» (памятник депортированным).

### Мемориал депортированным
Мемориал депортированным — вагон для перевозки скота — был установлен в Яд ва-Шем в память о миллионах европейских евреев, погружённых в такие вагоны и отправленных в лагеря уничтожения. Он был передан мемориалу Яд ва-Шем польскими властями.
На постаменте высечен отрывок из воспоминаний уцелевшего в Катастрофе Авраама Кшепицкого.
Архитектор: Моше Сафди

### Площадь Варшавского гетто
Стена Памяти на площади Варшавского гетто состоит из двух барельефов. На одном «Восстание в Варшавском гетто» — его руководитель Мордехай Анелевич. На другом «Последняя дорога» — массовая депортация евреев в лагеря смерти.
Скульптор: Натан Рапопорт.

### Административное здание и Международный институт по изучению истории Холокоста
Институт занимается исследовательской работой и организацией международных семинаров и конференций, сотрудничая с учёными других стран. Институт также помогает молодым исследователям, издаёт сборники конференций, научные работы и монографии по теме Шоа.

### Здание Архива и Библиотеки
Архив Яд ва-Шем, самое большое в мире хранилище документальных материалов по теме Шоа, содержит около 62 миллионов листов и 267 500 фотографий, а также тысячи аудио- и видеосвидетельств уцелевших в Катастрофе.
Материалы доступны публике в специально оборудованных читальных и просмотровых залах. Библиотека Яд ва-Шем имеет самое полное в мире собрание книг по теме Шоа. Она насчитывает более 90 000 названий на разных языках и тысячи периодических изданий.
Архитектор: Дани Лански.
Архив является ключевым моментом в деятельности Яд ва-Шем. В архиве создана база данных обо всех убитых евреях. Каждый посетитель может заполнить специальный бланк, в котором указываются данные о погибшем человеке. Эта информация заносится в базу данных, где она сопоставляется с другими достоверными источниками. Такой бланк можно заполнить в режиме онлайн на сайте Яд ва-Шем на русском языке. На этом сайте также можно запросить информацию о погибших евреях. Сайт посещает ежемесячно более миллиона человек. Его база данных считается наиболее авторитетной в вопросах Катастрофы европейского еврейства. В настоящее время (май 2006 года) списки существуют на иврите, английском и русском языках. Предполагается, что около трёх миллионов убитых евреев, проживавших на территории бывшего Советского Союза, ещё не внесены в списки Яд ва-Шем. В 2005 году сайт был переведён на русский язык. Цель этого проекта — дать возможность представителям еврейских общин в СНГ, русскоязычным диаспорам в других странах, а также русскоязычным жителям Израиля внести имена погибших в Холокосте евреев непосредственно через интернет.

### Международный институт по изучению истории Холокоста
Широко внедряя изучение Катастрофы и передавая наследие Шоа новым поколениям, Международный институт при Яд ва-Шем предлагает различные образовательные программы ученикам, студентам и солдатам, устраивает семинары для учителей из Израиля и других стран, проводит симпозиумы, разрабатывает обучающие программы на сайте Яд ва-Шем в Интернете. Методисты института постоянно работают над новыми программами и учебными пособиями.
Архитекторы: Давид Гуггенхейм и Даниэль Минц.

## Музейный комплекс

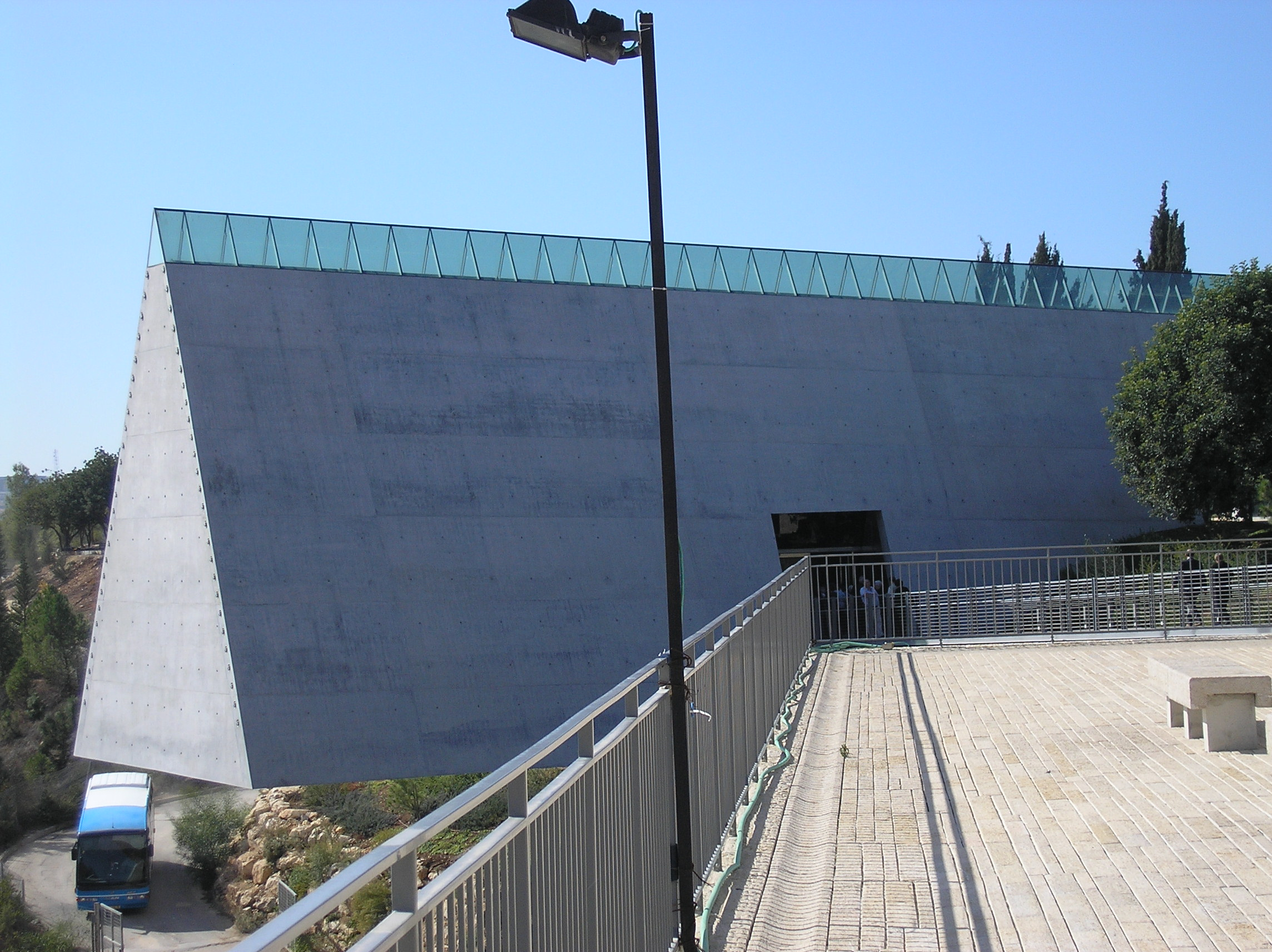
Музей Холокоста Яд ва-Шем.

### Исторический музей
Новый исторический музей Катастрофы представляет собой длинный коридор, соединённый с 10 выставочными залами, каждый из которых посвящён своей главе Холокоста. Девять подземных галерей— это история Шоа глазами евреев: старая историческая экспозиция, разворачивавшаяся вокруг антисемитизма и рождения нацизма, заменена выставками, которые концентрируются на личных историях девяноста выживших и жертв Холокоста. Таким образом, хронология и события поданы через личное восприятие человека, его семьи, живших — и уничтоженных — во время нацистского режима. Согласно Авнеру Шалеву, куратору и председателю музея, посетитель нового музея проходит по нему, «глядя в глаза конкретным людям. Это не были „шесть миллионов жертв“; это было шесть миллионов конкретных убийств».

Застеклённая крыша.

В экспозиции широко представлены предметы быта, свидетельства, фотографии, документы, мультимедиа и видео. Музей демонстрирует примерно 2500 личных вещей, включая произведения искусства и письма, пожертвованные выжившими в Холокосте и другими людьми.
Музей имеет форму прорезающей ландшафт треугольной бетонной «призмы», свет в которую попадает через застеклённую крышу, тянущуюся на протяжении 200 метров. Посетители следуют заранее проложенным маршрутом, который ведёт их через подземные галереи, ответвляющиеся от главного зала.
Архитектор: Моше Сафди.

### Зал Имён

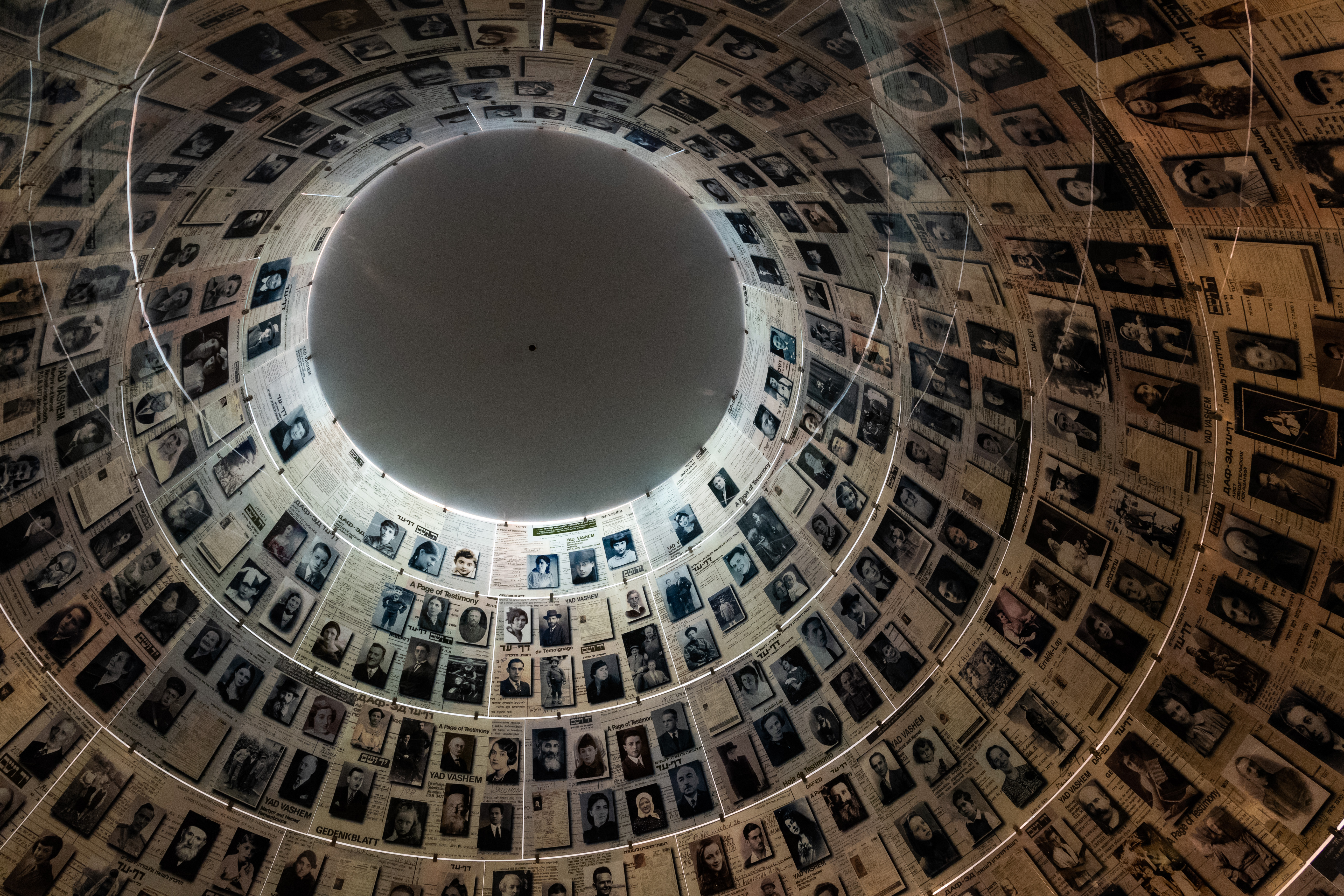
Зал Имён, в котором хранятся Листы Свидетельских показаний, увековечивающие память миллионов евреев, убитых во время Холокоста.

Зал Имён — это мемориал шести миллионов евреев, погибших в Холокосте. Имена и биографические данные уничтоженных евреев увековечены уцелевшими в Катастрофе и членами их семей. Листы свидетельских показаний собираются и хранятся в Зале Имён и зачастую являются единственным памятником жертвам Шоа.
Главный зал состоит из двух конусов: один — высотой в десять метров, которому сопоставлен зеркальный конус в виде колодца, вырубленного в подземном каменном массиве; основание последнего заполнено водой. На верхнем конусе размещена выставка, на которой представлены 600 фотографий жертв Холокоста и фрагменты Листов Свидетельских показаний. Эта экспозиция отражается в воде на дне нижнего конуса, отдавая тем самым дань памяти тем жертвам, имена которых остаются неизвестными. Окружает платформу круговой репозиторий, в котором хранятся около 2,2 миллионов собранных на сегодняшний день Листов Свидетельских показаний, со свободными местами для тех, которые ещё предстоит получить. С 1950-х годов Яд ва-Шем собрал приблизительно 110000 аудио, видео и письменных свидетельств выживших во время Холокоста. По мере старения выживших, программа начала предусматривать посещение их по месту жительства для записи интервью на плёнку. К залу примыкает исследовательская зона с компьютеризованным банком данных, где посетители могут осуществлять онлайн-поиск имён жертв Холокоста.

### Художественный музей
Новый Художественный музей Катастрофы имеет самое большое в мире собрание произведений искусства, созданных евреями и другими жертвами нацистской оккупации в 1933—1945 годах в лагерях, гетто, убежищах, — местах, казалось бы, абсолютно не пригодных к творчеству. Эти работы, отражая внутренний мир и состояние духа жертв Шоа, являются бесценным историческим свидетельством эпохи. Художественный музей обладает первой в мире компьютеризированной базой данных по искусству Шоа.
Иехудит Шендар, старший художественный куратор Яд ва-Шем, управляет коллекцией из 10000 экспонатов, ежегодно пополняя её тремястами экспонатами, большая часть которых приносится в дар семьями выживших или обнаруживается на чердаках. Коллекция включает в себя работы Александра Богена, Алисы Лок Кахана, Самуэля Бака и Феликса Нуссбаума.

### Выставочный павильон
В выставочном павильоне представлен широкий спектр работ по теме Катастрофы, в том числе и произведений искусства, что позволяет глубже понять и осознать значение Шоа.

### Видеоцентр
Видеоцентр знакомит посетителей Яд ва-Шем с видеоматериалами о Катастрофе, используя индивидуальный или большой экран. Среди них — документальные полнометражные фильмы, видеосвидетельства из архивов Яд ва-Шем и других организаций, в том числе визуальные свидетельства из собрания видеоматериалов по истории Шоа Фонда уцелевших в Катастрофе.

### Центр исследований
Центр исследований предоставляет возможность для изучения исторических, тематических, морально-этических и других аспектов Катастрофы, обеспечивая доступ к работам всемирно известных учёных — историков и философов, а также к фондам Яд ва-Шем. Центр исследований открыт для всех желающих. Исследователи из Яд ва-Шем собирают сведения о евреях различных государств мира, в том числе и находящиеся в закрытых архивах.

### Синагога
Новая Синагога предназначена для чтения Кадиша и проведения церемоний поминовения погибших. Часть ритуальных атрибутов — из спасённого имущества синагог, повреждённых или разрушенных в годы Шоа.

## Награды, присуждаемые мемориалом Яд ва-Шем
Яд ва-Шем присуждает следующие премии:
- Премия Яд ва-Шем по детской литературе о Холокосте
- Международная литературная премия Яд ва-Шем за исследования Холокоста, учреждённая в 2011 году в память об Аврааме Меире Шварцбауме, выжившем во время Холокоста, и его семье, убитой во время Холокоста. Присуждается ежегодно в знак признания выдающихся академических исследований и работ на тему Холокоста[37].
- Премия Сассман за картины на тему Шоа.
- Ежегодная памятная премия фонда Бухман, для писателей и учёных, за работы, связанные с Холокостом.

## Премии, присуждённые мемориалу Яд ва-Шем
- В 1973 году проекту Яд ва-Шем «Пинкас ХаКехиллот (Энциклопедия еврейских общин)» была присуждена премия Израиля за особые заслуги перед обществом и государством[38].
- В 2003 году Яд ва-Шем была присуждена премия Израиля за достижения на протяжении жизни и особые заслуги перед обществом и государством[39][40].
- В сентябре 2007 года Яд ва-Шем получил Премию Согласия принцессы Астурии[41]. Премия принцессы Астурийской присуждается в 8 категориях. Премия Согласия присуждается лицу, лицам или организации, чья работа внесла исключительный и выдающийся вклад во взаимопонимание и мирное сосуществование между людьми, в борьбу с несправедливостью или невежеством, в защиту свободы, или чья работа расширила горизонты знания или явилась выдающейся в деле защите и сохранения наследия человечества.
- 25 октября 2007 года председатель Яд ва-Шем Авнер Шалев был удостоен Légion d’honneur за свою «экстраординарную работу на поприще увековечения памяти о Холокосте по всему миру». Президент Франции Николя Саркози лично вручил Шалеву награду на специальной церемонии в Елисейском дворце.
- В 2011 году председатель Яд ва-Шем Авнер Шалев получил престижную награду города Иерусалима «Патрон Иерусалима» в знак признания его общественной деятельности в отношении столицы Израиля и от её имени[42].